# Paraproscopia aberrans
Paraproscopia aberrans är en insektsart som först beskrevs av Morgan Hebard 1923.  Paraproscopia aberrans ingår i släktet Paraproscopia och familjen Proscopiidae. Inga underarter finns listade i Catalogue of Life.